# Feest in het Park
Feest in het Park was een festival dat zich elk jaar (eind augustus) afspeelde aan de donkvijvers van Oudenaarde.
De 20e editie, die plaatsvond in 2015, was de laatste.

## Geschiedenis
Het festival werd opgericht in 1996 door Wim Merchiers. Verscheidene bekende groepen en personen, zoals Hans Dulfer, Arsenal, Starflam en Zita Swoon hebben een bezoek gebracht aan dit evenement, maar eveneens dj's zoals Jan Van Biesen, Sven Van Hees en Dr. Lektroluv.
Feest in het Park is lid van de Federatie van Muziekfestivals in Vlaanderen (FMiV).

### Artiesten
Artiesten die onder andere hebben opgetreden zijn:
- 1996: Hans Dulfer
- 1997: The Selecter,  DJ Jan Van Biesen
- 1998: El Fish, Pieter-Jan De Smet, Triggerfinger
- 1999: Mad Professor dubshow, DAAU
- 2000: Ozric Tentacles, Starflam, Dead Man Ray, Roland, DJ Tom Barman, Wizards of Ooze
- 2001: Lee 'Scratch' Perry, Ozark Henry, Starflam, Moiano, Bastian, Erol Alkan
- 2002: Israel Vibration, Millionaire, Buscemi, Arno
- 2003: Zita Swoon, Sizzla, The Orb, Millionaire, Daan, Sven Van Hees, Zuco 103, Postmen, Discobar Galaxie, 't Hof van Commerce, Arsenal
- 2004: Sonic Youth, Tindersticks, Arrested Development, Admiral Freebee, Buju Banton, Buscemi Live, Max Romeo, Jazzanova, Kevin Saunderson, Discobar Galaxie, Gabriel Rios, Starflam, DAAU, Dr. Lektroluv, Briskey, Moiano, Absynthe Minded
- 2005: Lee 'scratch' Perry, Toots & The Maytals, Zap Mama, Gabriel Rios, Zita Swoon, Freestylers, Vive la Fête, Julian Marley, Daan, Magnus, Think of One, Millionaire, Arsenal, Discobar Galaxie, Stijn, 't Hof van Commerce
- 2006: Audio Bullys, Calexico, Ozark Henry, The Datsuns, Vive la Fête, Das Pop, Jamie Lidell, Derrick May, Postman, A Brand, Triggerfinger, Dr. Lektroluv, Discobar Galaxie, Youngblood Brass Band, Absynthe Minded, Anthony B, 't Hof van Commerce
- 2007: Mercury Rev, Admiral Freebee, Coldcut, Flip Kowlier, Buzzcocks, Infadels, Chicks On Speed, Mintzkov, Daan, The Hacker, M.A.N.D.Y., Chromeo, Calvin Harris, Buscemi Live, Dr. Lektroluv, The Van Jets, Shameboy, Discobar Galaxie, El Guapo Stuntteam, Jerboa
- 2008: George Clinton & Parliament/Funkadelic, The Roots, Arno, Hooverphonic, Front 242, Goose, The Subs, Mason, Dada Life, The Black Box Revelation, Tim Vanhamel, Shameboy, Triggerfinger, A Brand, Discobar Galaxie
- 2009: Lamb, Arsenal, Solomon Burke , The Wombats, Danko Jones, Heather Nova, Vive la Fête, Goose, Ghinzu, Dr. Lektroluv, Daan, The Hickey Underworld, Dj Mehdi, The Whip
- 2010: Orbital, Etienne de Crécy, Paul Kalkbrenner live, The Raveonettes, Admiral Freebee, Absynthe Minded, Das Pop, Anthony B, Just Jack, Peaches, De Jeugd van Tegenwoordig, Vive la Fête, Netsky, Kevin Saunderson, Alborosie, Mad Caddies, Shameboy, Living Colour, Mylo, The Van Jets, Sicko, Ida Engberg, Mintzkov, The Opposites
- 2011: Seasick Steve, Stephen Marley, Sean Paul, Flip Kowlier, Das Pop, Toots & The Maytals, Steak Number Eight, The Opposites,  SX, Netsky, The Subs, Mason, Gabriel Rios, Arno, Kruder & Dorfmeister, Shantel & Bucovina Club Orkestar,  Triggerfinger
- 2012: Goose, Fat Freddy's Drop, Jah Cure, Felix da Housecat, Trixie Whitley, Shy FX feat. Stamina MC, Customs, Kelis, Arsenal, Cassius, Erol Alkan, De Jeugd van Tegenwoordig, Kavinsky,  Kraantje Pappie, Feadz, The Dandy Warhols, Groove Armada (DJ Set), Black Box Revelation, Mr. Scruff, Vive la Fête, 't Hof van Commerce, Drumsound & Bassline Smith, School is Cool, Chef' Special, Absynthe Minded, Merdan Taplak, The Internationals, Sicko